# 亂數斐波那契數列
亂數斐波那契数列是一個類似斐波那契数列的數列，由以下的遞迴關係式所定義：
fn = fn−1 ± fn−2
其中正負號是依亂數決定，機率各是1/2，每次的正負號有統計獨立性。
依照Harry Kesten及Hillel Fürstenberg的理論，這類的亂數遞迴關係式會依某種指數增長的方式增長，但其增長的速率很難具體的計算出來，1999年時Divakar Viswanath證明亂數斐波那契数列的增長速率為1.1319882487943…（OEIS數列A078416），此常數後來也被命名為Viswanath常數。

## 推廣
馬克·恩布里及勞埃德·尼古拉斯·特雷費森發現以下的以下的遞迴關係式
{\displaystyle x_{n+1}=x_{n}\pm \beta x_{n-1}\,}
在β小於臨界值β* ≈ 0.70258後，幾乎必定會衰減，此臨界值稱為恩布里-特雷費森常數（Embree–Trefethen constant），否則，此數列幾乎必定會成長。他們也證明在兩項之間的漸近比例σ(β)在每一個β都幾乎確定收斂。σ(β)的圖中存在碎形結構，全域最小值出現在βmin ≈ 0.36747附近，近似等於σ(βmin) ≈ 0.89517.。

## 外部連結
- A brief explanation （页面存档备份，存于）
- 埃里克·韦斯坦因. . MathWorld.
- Sloane, N.J.A. (编). . The On-Line Encyclopedia of Integer Sequences. OEIS Foundation.

1. ↑  Embree, M.; Trefethen, L. N.  (PDF). Proceedings of the Royal Society A: Mathematical, Physical and Engineering Sciences. 1999, 455 (1987): 2471. Bibcode:1999RSPSA.455.2471T. S2CID 16404862. doi:10.1098/rspa.1999.0412.